# Бойд, Эрнест
Эрнест Август Бойд (англ. Ernest Augustus Boyd; 28 июня 1887, Дублин, Ирландия − 30 декабря 1946) — американско-ирландский писатель

, драматург, переводчик, журналист, литературный критик и историк литературы.

## Биография
Ирландского происхождения. Сын государственного служащего. Получил частное образование у французского воспитателя, затем в школах Германии и Швейцарии, хорошо изучил европейские языки и литературу. После работы в редакции газеты «Irish Times» (1910—1913) поступил на британскую консульскую службу в 1913 году. Занимал должность вице-консула в Балтиморе, штат Мэриленд, где подружился с Генри Луисом Менкеном. В 1916 году был переведен в Барселону, в 1919 году — в Копенгаген.
В 1917—1920 годах — сотрудник «Irish Review», «Irish Monthly» и «Revue de Paris», также был литературным консультантом «Talbot Press». В 1920 году был назначен дублинским корреспондентом «The Athenaeum».
Уволившись с консульской службы, в 1920 году поселился в Нью-Йорке и стал работать в редакции «New York Evening Post» (1920—1922), после чего стал советником издательства по иностранной литературе. Переводил литературу с французского и немецкого языков.
Вернувшись в журналистику в 1925 году, был назначен литературным редактором «The Independent» (Нью-Йорк) и оставался в газете до 1928 года. Позднее работал редактором «New Freeman» (1931—1932) и «American Spectator» (1932—1937)
Занимался, главным образом, историей новой ирландской литературы. Основные его работы в этой области:
- «Contemporary Drama of Ireland» (1917)
- «Современная драма в Ирландии» (1917), в которой проследил раннюю историю театра аббатства и Ольстерского движения.
- «Ireland’s Literary Renaissance» («Литературного возрождения Ирландии», два изд.: N.-Y., 1916, и L., 1923). В последней работе даёт картину возрождения национальной ирландской литературы (со второй половины XIX века).

Автор сатирических драм «Блестящая подделка» и «Отработанная палата» (обе 1918), также под именем «Гнатай Ган Ярраид» опубликовал политический трактат «Священный эгоизм Синна». Написал «Балладу о Джордже Муре», был автором сатирических сборников Сьюзен Митчелл, написал введение к избранным эссе и отрывкам (1918) Стэндиша Джеймса О’Грейди. Его более поздние драматические работы состояли из двух комедий: «После фейерверка» (в соавт., 1932) и «Красивая леди» (1933).
Среди других его публикаций — «Собрание романов и рассказов Ги де Мопассана» (18 томов, 1922), «Портреты, реальных и воображаемых» (воспоминания о писателях, 1924), «Исследования десяти литератур» (1925) и «Литературные богохульства» (1928).